# Parafia św. Andrzeja Boboli w Siemiatyczach
Parafia pw. św. Andrzeja Boboli w Siemiatyczach – rzymskokatolicka parafia należąca do dekanatu Siemiatycze, diecezji drohiczyńskiej, metropolii białostockiej.

## Historia
Parafię erygował w dniu 11 września 1988 biskup Władysław Jędruszuk  administrator apostolskiej diecezji pińskiej. Została ona wyodrębniona z parafii pw. Wniebowzięcia NMP w Siemiatyczach. Pierwszym proboszczem z dniem 10 września 1988 został ks. Jan Koc. Jesienią 1988 na plac kościelny została przywieziona stara, drewniana kaplica z Nurca-Stacji, która została adaptowana do potrzeb nowej parafii. Kaplicę poświęcił w dniu 5 lutego 1989 biskup Władysław Jędruszuk. W latach 1991–1992 została zbudowana murowana plebania, której projekt wykonał architekt Stanisław Szymański z Gdańska.

### Kościół parafialny
W rezultacie konkursu w roku 1990 został wybrany projekt świątyni, który wykonał mgr inż. arch. Henryk Kosieradzki z Siedlec. Projekt konstrukcji wykonał inż. Adam Bogucki. Wmurowania i poświęcenia kamienia węgielnego w dniu 12 września 1993 dokonał ks. bp Władysław Jędruszuk. Murowany kościół w stylu neobarokowym został zbudowany w latach 1993–2000, pod kierunkiem inż. Krzysztofa Wardaszko z Małkini.
Nową świątynię konsekrował  16 kwietnia 2000 ks. bp Antoni Pacyfik Dydycz.

### Cmentarz parafialny
W roku 1994 został założony cmentarz grzebalny, który w dniu 11 maja 1994 poświęcił  ks. biskup drohiczyński Wł. Jędruszuk. Projekt nekropoli opracowała  Elżbieta Tyc.

## Zasięg parafii
Do parafii należą wierni z miejscowości: Baciki Bliższe (3 km), Baciki Dalsze (5), Baciki Średnie (4), Kajanka (6) i Ossolin (6) oraz z Siemiatycz mieszkający przy ulicach: Akacjowej, Andersa, Asnyka, Armii Krajowej (od nr 14 do 19), Bohaterów Monte Cassino, Brzozowej, Bukowej, Chopina, Dębowej, Fabrycznej, Gilewskiego, Górnej, Kasztanowej, Klonowej, Kochanowskiego, Kościuszki, Konopnickiej, Kościelnej, Kraszewskiego, Krzywej, Leszczynowej, Leśnej, Lipowej, Mickiewicza, Moniuszki, Nadrzecznej, Nałkowskiej, Norwida, Obrońców Helu, Obrońców Warszawy, Obrońców Westerplatte, Obrońców Wizny, Orzeszkowej, Plażowej, Polnej, Prusa, Raginisa, Reja, Rejmonta, Sienkiewicza, Sikorskiego, Słowackiego, Słowiczej, Słowiczyńskiej, Sosnowej, Świerkowej, Wierzbowej, Wrzosowej i Wysokiej.

### Proboszczowie
- ks. kan. Jan Koc (1988–2018)[2]
- ks. prał. Henryk Polak (2018–2019)[3]
- ks. kan. Bohdan Sawicki (od 2019)[4]